# Goran Vlaović
Goran Vlaović (Nova Gradiška 7 augustus 1972) is een voormalig professioneel voetballer afkomstig uit Kroatië. Zijn carrière begon hij in 1989 bij het Kroatische NK Osijek. Hij sloot deze af in het buitenland: in 2004 bij het Griekse Panathinaikos. Ondertussen speelde hij van 1992 tot en met 2002 voor het nationale elftal van Kroatië. Vlaović speelde in de aanval, meestal als spits.

## NK Osijek
In 1989 startte Goran Vlaović zijn professionele voetbalcarrière bij Nogometni Klub Osijek. De Kroatische club speelde toen echter nog niet in de 1. Hrvatska Nogometna Liga, de hoogste competitie van het Kroatische voetbal, maar in de Joegoslavische competitie. Dit kwam doordat Kroatië toentertijd nog deel uitmaakte van Joegoslavië. Hierdoor speelde het in de competitie ook tegen Sloveense, Bosnische, Servische, Macedonische en Montenegrijnse clubs. Zo moest het ook spelen tegen clubs als Rode Ster Belgrado en Partizan Belgrado en was de competitie dus erg zwaar. Daardoor was NK Osijek niets meer dan een middenmoter. Hoewel Vlaović al in het seizoen 1989/1990 zijn debuut maakte voor Osijek, zou hij dat seizoen geen extra wedstrijden meer spelen. Het seizoen erop, 1990/1991, zou echter de officiële doorbraak voor hem betekenen. In de 23 wedstrijden die hij speelde, scoorde Vlaović elf keer. Mede daardoor werd Osijek negende in de competitie en was het de op twee na beste Kroatische club. Het zou echter om twee redenen zijn laatste seizoen in de Joegoslavische competitie zijn. Ten eerste speelden de Kroatische clubs vanaf 1992 niet meer mee in de Joegoslavische competitie, omdat ze, vanwege de onafhankelijkheid van Kroatië, een eigen competitie op hadden gericht. Daarnaast maakte Goran Vlaović in 1992 de overstap van NK Osijek naar een grotere Kroatische club. Voor Osijek speelde Vlaović in totaal 24 wedstrijden. Daarin trof hij elf keer het net.

## Croatia Zagreb
In 1992 maakte Goran Vlaović de overstap van NK Osijek naar HAŠK Građanski, het vroegere Dinamo Zagreb. Overigens heet de club tegenwoordig ook weer Dinamo Zagreb. Door de transfer kwam hij bij een van de Kroatische topclubs te spelen. Het eerste seizoen, in het jaar 1992, verliep echter niet zo goed voor de club. Dat seizoen werd maar een half jaar gespeeld, doordat de competitie net nieuw opgericht was, maar Građanksi wist zich dus niet te bewijzen. Het eindigde als vijfde in de competitie, nog zelfs achter Osijek, de oude club van Vlaović. Voor aanvang van het seizoen veranderde HAŠK haar naam in Croatia Zagreb. Meteen het jaar na de naamsverandering werd de club voor het eerst kampioen van Kroatië. Dit kwam mede doordat Goran Vlaović met 23 doelpunten veruit de meest trefzekere spits van de competitie was. Door het kampioenschap plaatste hij zich met Zagreb voor de kwalificatierondes van de UEFA Champions League en maakte hij zo zijn debuut in het Europese voetbal. Croatia Zagreb zou in de Eerste Ronde echter uitgeschakeld worden door het Roemeense Steaua Boekarest. Hoewel Goran Vlaović in 1994 met zijn club de Beker van Kroatië won, door in de finale NK Rijeka te verslaan, werd de club dat seizoen geen kampioen. Wel was Vlaović weer de topscorer van de competitie, dit keer met 29 doelpunten. Vijf daarvan scoorde hij in de met 10-1 gewonnen wedstrijd tegen NK Pazinka. Zijn 29 doelpunten was het record van de Kroatische competitie, totdat Eduardo da Silva dat in dienst van eveneens Dinamo Zagreb dit met 34 doelpunten in het seizoen 2006/2007 verbrak. Vanwege zijn goede prestaties verdiende Goran Vlaović in 1994 een transfer naar het buitenland. Ook had hij ondertussen al zijn debuut gemaakt voor het nationale elftal van Kroatië. Voor Croatia Zagreb speelde Goran Vlaović in totaal 81 competitiewedstrijden. Daarin scoorde hij 61 doelpunten.

## Calcio Padova
Goran Vlaović vertrok in 1994 van Croatia Zagreb naar het Italiaanse Calcio Padova. Destijds speelde die club nog in de Serie A, alhoewel het toen al tegen degradatie vocht. Als trefzekere spits werd Vlaović aangetrokken om de club hiertegen te behoeden. Hoewel Vlaović in zijn eerste seizoen bij Padova 27 wedstrijden mocht spelen, was hij lang niet zo trefzeker als bij zijn Kroatische clubs. Hij scoorde namelijk maar vijf keer. Toch eindigde Padova op de vijftiende plaats, waardoor directe degradatie werd ontweken. In de play-offs tegen de nummer 14 (Genoa) werd met 1-1 gelijkgespeeld, maar na strafschoppen won Padova (5-4) en werd degradatie definitief ontweken. Hoewel Vlaović in het volgende seizoen (1995/1996) met dertien doelpunten een stuk trefzekerder was, was degradatie dit keer onvermijdelijk. Padova eindigde als laatste en daarom verliet Vlaović de club aan het einde van het seizoen. Hij scoorde achttien keer in 50 competitiewedstrijden voor Padova.

## Valencia CF
Voor aanvang van het seizoen 1996/1997 maakte Goran Vlaović de overstap naar de Spaanse topclub Valencia CF, dat het seizoen ervoor tweede was geworden in de competitie. Daar kwam hij samen te spelen met spelers als Iván Campo, Valeri Karpin en Francisco José Camarasa. Het eerste seizoen verliep voor Goran Vlaović persoonlijk redelijk goed. Hij scoorde acht keer in 24 wedstrijden. De club eindigde echter niet eens bij de plaatsen die recht gaven op Europees voetbal, maar bleef haken op de tien plek. Ook het jaar daarna was teleurstellend, want toen eindigde Valencia als negende. Hierdoor plaatste het zich wel voor de Intertoto Cup van 1998. Na eerder onder andere landgenoot RCD Espanyol te hebben verslagen, plaatste Valencia zich voor de finale van de Intertoto Cup dat jaar. Daarin werd Austria Salzburg verslagen, waardoor Valencia samen met Werder Bremen en Bologna FC 1909 kampioen werd van de Intertoto Cup. Sindsdien verliep het voor Valencia weer stukken beter, zowel in de competitie als in de beker. In 1999 werd de Copa del Rey namelijk gewonnen ten koste van Atlético Madrid. Goran Vlaović kwam echter steeds minder aan spelen toe. Tijdens zijn laatste seizoen in dienst van de Spanjaarden, 1999/2000, kwam Vlaović zelfs nog maar vier keer in actie. Daarna verliet hij de club. Goran Vlaović speelde in totaal 73 competitiewedstrijden voor Valencia en scoorde daarin zeventien keer.

## Panathinaikos
In 2000 vertrok Goran Vlaović van Valencia naar Panathinaikos, om daar weer meer aan spelen toe te komen. Bij de Griekse topclub stond hij weer in de basis en scoorde hij weer veel meer dan bij Valencia. Ondanks zijn productiviteit in zijn eerste twee seizoenen bij Panathinaikos, wist hij toen niet met de club kampioen te worden. De kampioenschappen gingen toen namelijk beide naar Olympiakos Piraeus, net zoals het jaar daarna. Vanaf dat seizoen, 2002/2003, speelde Vlaović echter weer minder, mede door blessures. Toch maakte Vlaović nog een succesvol jaar mee met Panathinaikos. In 2004 werd de club namelijk alsnog kampioen en won het daarnaast ook de Beker van Griekenland. Daarna beëindigde hij op 31-jarige leeftijd zijn carrière als profvoetballer, vanwege de vele blessures. Voor Panathinaikos speelde hij in totaal 64 competitiewedstrijden. Daarin scoorde hij 29 keer.

## Interlandcarrière
Op 5 juli 1992 maakte Goran Vlaović zijn debuut voor het nationale elftal van Kroatië. Dit was in een wedstrijd in Melbourne tegen Australië. Dit was tijdens een tour van het nationale elftal door Australië. Na deze tour zou in drie en een half jaar tijd Goran Vlaović nog maar vier uitkomen voor Kroatië. Onder meer vanwege een bloedprop in zijn hersenen kwam hij weinig aan spelen toe. In 1996 scoorde hij echter zijn eerste doelpunten voor Kroatië, namelijk door hat-trick te maken in een wedstrijd tegen Zuid-Korea. Daardoor nam bondscoach Miroslav Blažević hem wel mee naar het EK 1996, gehouden in Engeland. In alle vier de wedstrijden die Kroatië op dat EK speelde, speelde Vlaović mee. Hij scoorde zelfs het enige doelpunt in de met 1-0 gewonnen poulewedstrijd tegen Turkije. Daardoor werd Vlaović de eerste speler die een doelpunt op een eindtoernooi voor Kroatië scoorde. Sindsdien bleef hij een vaste waarde voor het Kroatisch elftal. Zo reisde hij ook mee af naar Frankrijk, om daar te participeren aan het WK 1998. Kroatië werd daar verrassend derde, door onder andere Roemenië en Duitsland, tegen wie Vlaović scoorde, uit te schakelen. Uiteindelijk strandde het team in de halve finale tegen de latere kampioen, thuisland Frankrijk. In de strijd om de derde plaats versloeg Kroatië het Nederlands Elftal met 2-1. Na het WK bleef Vlaović in eerste instantie spelen voor Kroatië, maar vanaf eind 1999 speelde hij niet meer voor zijn land, mede door de blessures. In 2001 maakte hij zijn comeback en hij zou zelfs worden toegevoegd aan de selectie van Kroatië die meedeed aan het WK 2002. Daar kwam hij echter in geen enkele wedstrijd in actie. Uiteindelijk speelde Goran Vlaović zijn 52ste en laatste interland op 21 augustus 2002 tegen Wales. Hij bleef steken op zestien internationale doelpunten, waarmee hij tot op heden de nummer 2 is op lijst van topscorers aller tijden voor Kroatië. Alleen Davor Šuker moet hij voor zich dulden.

## Erelijst
- Vice-kampioen Beker van Kroatië: 1992 (Croatia Zagreb)
- 1. Hrvatska Nogometna Liga: 1993 (Croatia Zagreb)
- Topscorer 1.HNL: 1993, 1994 (Croatia Zagreb)
- Beker van Kroatië: 1994 (Croatia Zagreb)
- Intertoto Cup: 1998 (Valencia CF)
- Derde plaats WK: 1998 (Kroatië)
- Copa del Rey: 1999 (Valencia CF)
- Supercopa de España: 1999 (Valencia CF)
- Vice-kampioen Alpha Ethniki: 2001, 2003 (Panathinaikos)
- Kampioen Alpha Ethniki: 2004 (Panathinaikos)
- Beker van Griekenland: 2004 (Panathinaikos)